# Ibn Shaprut
Shem-Tob ben Isaac Shaprut di Tudela (metà del secolo XIV) (Tudela, ... – ...; fl. XIV secolo) è stato uno storico, filosofo, medico e polemista spagnolo.
Non va confuso con Shem-Tob ben Isaac di Tortosa e con Hasday ibn Shaprut.

## Biografia
Ancora giovane fu obbligato a partecipare col futuro antipapa Benedetto XIII a una disputatio pubblica che verteva sul peccato originale e la Redenzione. La disputa ebbe luogo il 26 dicembre 1375 a Pamplona alla presenza di vescovi e dotti teologi, come risulta dal manoscritto intitolato 'Eben Boḥan di cui l'estratto Wikkuaḥ è conservato presso la Biblioteca Nazionale di Parigi (n. 831).
A seguito della geura insorta a Navarra tra i castigliani e gli inglesi, fu come molti altri costretto a lasciare il paese. Si stabilì quindi a Tarazona, dove esercitò la sua professione di medico tra ebrei e cristiani. Studioso del Talmud, mantenne una corrispondenza con Sheshet.